# A Surgeon's Heroism
A Surgeon's Heroism è un cortometraggio muto del 1912 diretto da Harry Solter.

## Trama
Un chirurgo rischia la vita per finire un intervento mentre l'ospedale è preda di un incendio.

## Produzione
Il film fu prodotto dalla Lubin Manufacturing Company.

## Distribuzione
Distribuito dalla General Film Company, il film - un cortometraggio in una bobina - uscì nelle sale statunitensi l'8 gennaio 1912.